# Liste der Abteien in der Normandie
Liste der Abteien in der Normandie

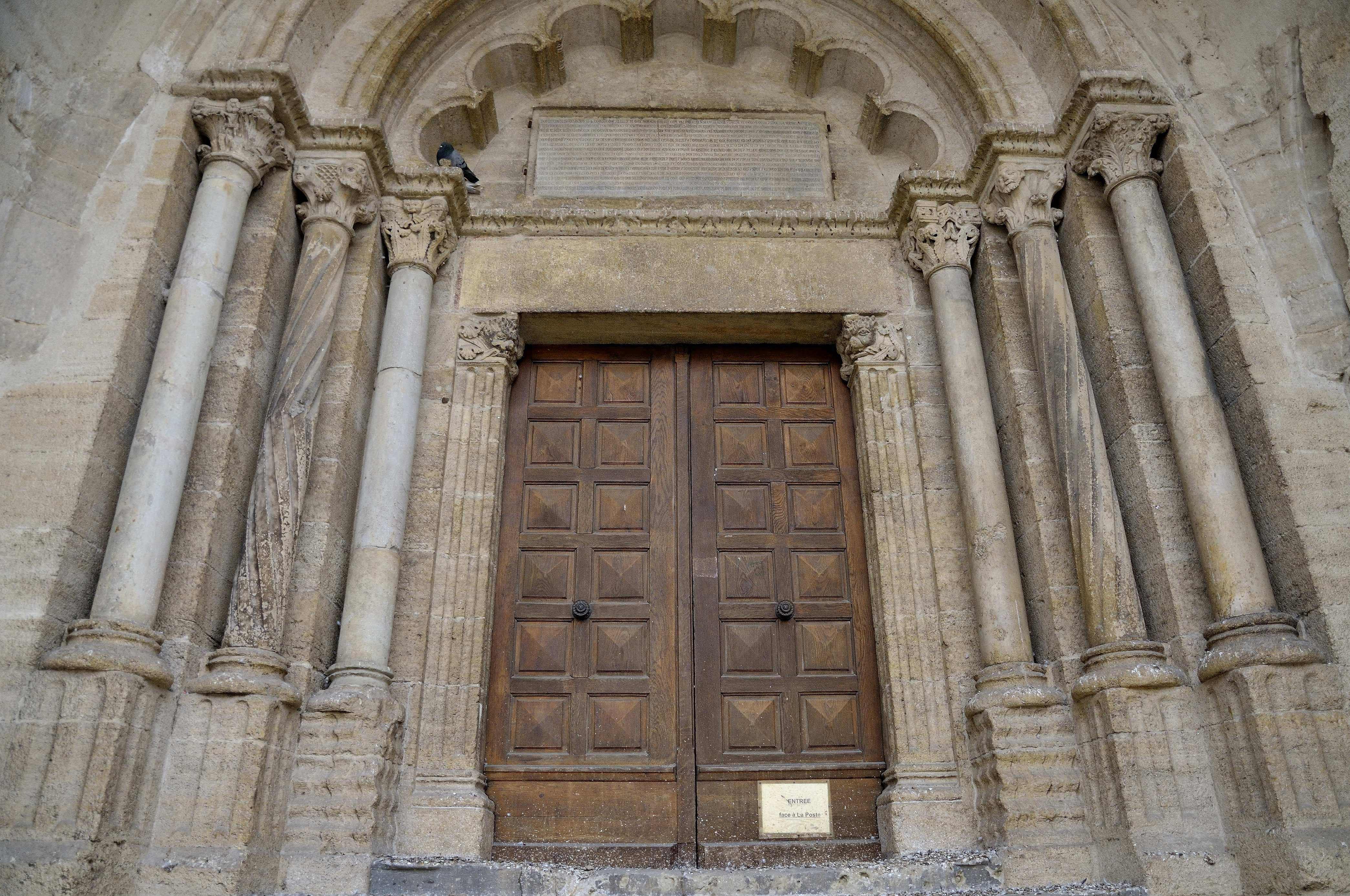
Portal der Abbatiale Notre-Dame de l’Etoile

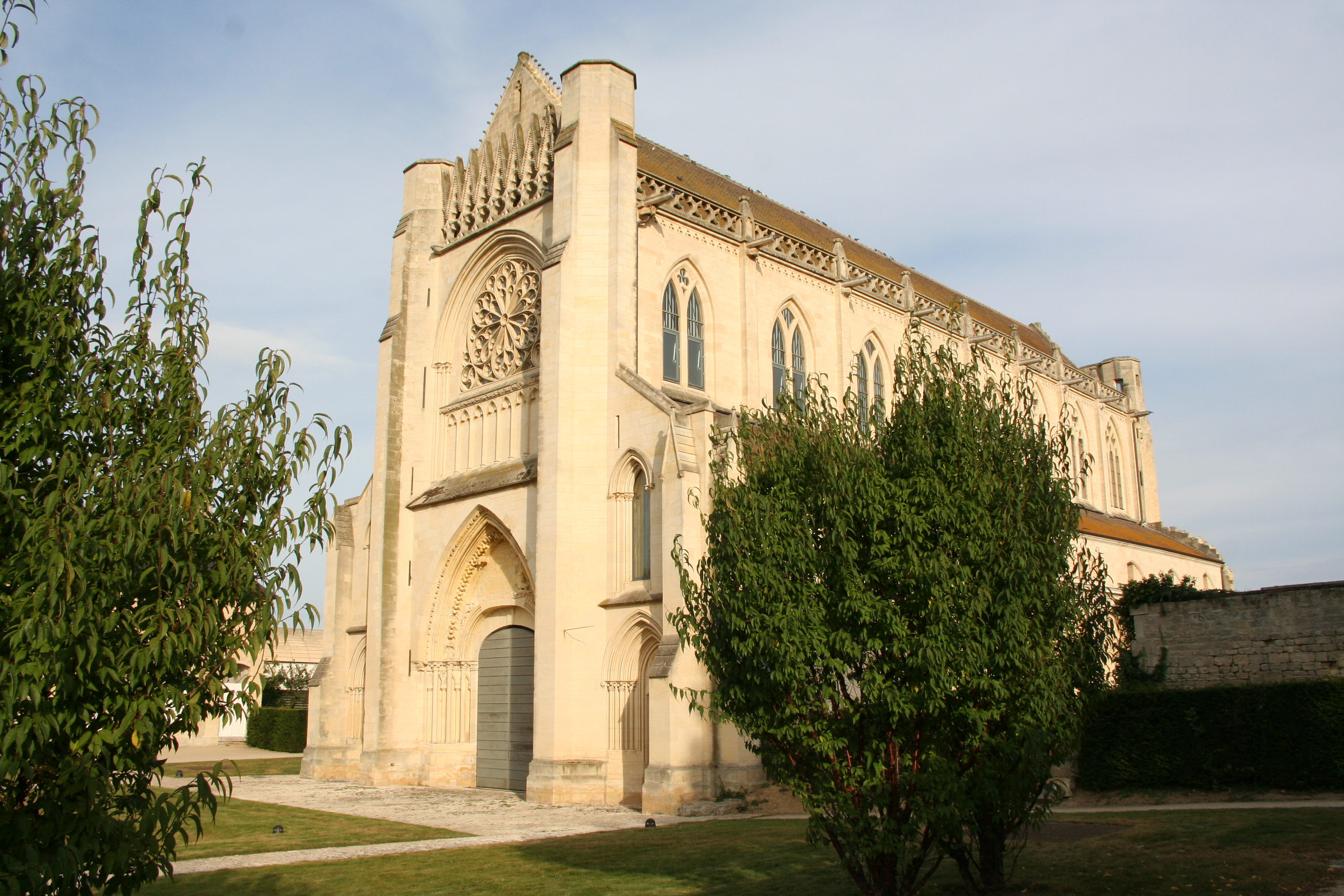
Abbaye d’ardenne in Saint-Germain-la-Blanche-Herbe

- Abtei Notre Dame du Bec in Le Bec-Hellouin
- Abteikirche Notre Dame in Bernay
- Abbaye d’Ardenne in Saint-Germain-la-Blanche-Herbe
- Abtei Notre-Dame de Bonport im Kanton Pont-de-l’Arche
- Abtei Saint-Georges de Boscherville in Saint-Martin-de-Boscherville, Département Seine-Maritime
- Abtei Sainte-Trinité (auch Abbaye aux Dames – „Frauenabtei“) in Caen
- Abtei Saint-Étienne (auch Abtei aux Hommes – „Männerabtei“) in Caen
- Abtei Saint-Vigor in Cerisy-la-Forêt
- Abtei Saint-Évroult in Saint-Evroult-Notre-Dame-du-Bois
- Abteikirche Sainte-Trinité in Fécamp
- Prieuré de Saint-Gabriel in Saint-Gabriel-Brécy
- Prieuré de Saint-Gauburge in Saint-Cyr-la-Rosière
- Abtei Graville in Le Havre
- Abtei von Hambye bei Percy (Manche)
- Abtei Jumièges
- Abtei de La Lucerne in La Lucerne d’Outremer
- Abbaye de Lonlay in Lonlay-l’Abbaye
- Prämonstratenserabtei Mondaye in Juaye-Mondaye
- Abtei Montivilliers
- Kloster Mortemer in Lisors
- Abteikirche Sainte-Marie (auch Notre-Dame de l’Etoile) in Montebourg
- Benediktinerabtei in Saint-Pierre-sur-Dives
- Abtei Sainte Trinité von Savigny-le-Vieux in Saint Hilaire du Harcouët
- Abtei du Mont-Saint-Michel in Le Mont-Saint-Michel
- Abbaye Notre Dame de Fontaine-Guérard in Radepont
- Abtei Notre Dame du Breuil-Benoȋt in Marcilly-sur-Eure
- Abtei Notre-Dame-du-Pré in Valmont
- Abtei Notre Dame du Vœu in Gruchet-le-Valasse
- Abtei Notre-Dame de la Trappe in Soligny-la-Trappe (Trappisten)
- Abtei Notre-Dame du Vœu in Cherbourg-Octeville
- Kloster Saint-André-de-Gouffern in La Hoguette
- Abbaye de Sainte-Trinité in Lessay
- Abtei Saint-Wandrille de Fontenelle in Saint-Wandrille